# Алентежу (провинция)
Провинция Алентежу (португальское произношение: [ɐlẽˈtɛʒu]) была одной из шести исторических провинций Португалии. Провинция получила свое название от португальского além Tejo, что означает «За (рекой) Тахо». Охватывает исторический и культурный регион Алентежу. Была создана в 1832 году и была разделена на провинцию Алту-Алентежу и провинцию Байшу-Алентежу в 1933 году.